# تيم كونراد
تيم كونراد (بالإنجليزية: Timothy Conrad)‏ هو مدرب تجديف أسترالي، ولد في 6 يناير 1951 في بريزبان في أستراليا.

## وصلات خارجية
- تيم كونراد على موقع الاتحاد الدولي للتجديف (الإنجليزية)
- تيم كونراد على موقع اللجنة الأولمبية الدولية (الإنجليزية)
- تيم كونراد على موقع أوليمبيديا (الإنجليزية)